# Messaoud Gharbi
Messaoud Gharbi (en arabe : مسعود غربي) est un footballeur algérien né le 22 septembre 1983 à Lakhdaria dans la région de la Kabylie. Il évolue au poste de milieu défensif au MO Béjaïa, club de deuxième division.

## Biographie
Il évolue en première division algérienne avec les clubs de l'USM El Harrach, du MC El Eulma, du CS Constantine et du CA Bordj Bou Arreridj. Il dispute 260 matchs en inscrivant neuf buts en Ligue 1.

## Palmarès
USM El Harrach
- Coupe d'Algérie :
  - Finaliste : 2010-11.